# BBLD
«BBLD - Baltisches biografisches Lexikon digital» (Цифровий словник балтійських біографій), BBLD — база даних, присвячена біографіям балтійських німців. Створена Балтійською історичною комісією в Геттінгені, Німеччина, на базі друкованого словника «Біографічний словник балтійських німців 1710–1960» (1970). Викладена в інтернет 2012 року. Містить 3600 скорочених біографій німецьких діячів, що проживали на теренах сучасних Естонії, Латвії та Литви. Має посилання на цифрові копії словника 1970 року, описи наукових праць, посилання на них у бібліотеках і архівах тощо.